# Frederick William Beckley Sênior
Frederick William Kahapula Beckley Sênior (Waimea, 26 de novembro de 1845 - Honolulu, 7 de janeiro de 1881) foi um alto chefe havaiano, que serviu como governador de Kaua'i de 1880 a 1881.

## Biografias
Ele nasceu em Waimea, em 26 de novembro de 1845, filho de William Charles Malulani Kaleipaihala Beckley e Kahinu o Kekuaokalani i Lekeleke. Seu pai era um dos filhos do Capitão George Charles Beckley, um capitão do mar britânico e conselheiro do rei Kamehameha I, que se casou com a Alta Chefe Ahia. Sua mãe Kahinu era filha do Alto Chefe Hoʻolulu. Seus irmãos eram Maria Beckley Kahea e George Moʻoheau Beckley. Ele recebeu uma boa educação.
Em 3 de dezembro de 1867, Beckley casou-se com a parte havaiana Emma Kaili Metcalf (1847–1929) e teve um total de sete filhos, incluindo o filho Frederick William Kahapula Beckley Jr. (1874–1943) e a filha Sabina Beckley Hutchinson (1868–1935). Sua esposa se casou novamente com Moses Nakuina e mais tarde foi nomeada curadora da Biblioteca e Museu Nacional do Havaí.
Ele trabalhou como comissário no navio a vapor Kilauea e mais tarde foi nomeado segundo escrivão no escritório de terras após a ascensão do rei Kalākaua em 1874. Após a morte de Edwin Harbottle Boyd em 1875, ele foi nomeado camarista real, onde serviu por um tempo antes de renunciar para buscar negócios no setor de açúcar em expansão em Molokai. Em 1880, ele concorreu com sucesso como representante de Molokai e Lanai. Depois que John E. Bush renunciou para assumir o cargo de Ministro do Interior, Beckley foi nomeado para sucedê-lo como Governador de Kaua'i pelo rei Kalākaua em 16 de agosto de 1880, cargo que ocupou até sua morte.
Após um período de doença, Beckley morreu em 7 de janeiro de 1881, em Honolulu, de hidropisia, aos 36 anos de idade. A Beckley Street em Kalihi, Honolulu, recebeu o nome dele.